# Mastrus albiscapus
Mastrus albiscapus är en stekelart som först beskrevs av William Harris Ashmead 1890.  Mastrus albiscapus ingår i släktet Mastrus och familjen brokparasitsteklar. Inga underarter finns listade i Catalogue of Life.